# Газонокосильщик 2: За пределами киберпространства
«Газонокосильщик 2: За пределами киберпространства» (англ. Lawnmower Man 2: Beyond Cyberspace) — американский художественный фильм 1996 года, фантастический фильм в жанре киберпанка. Снял фильм Фархад Мэнн по сценарию, написанному совместно с Майклом Минером.
Фильм является своеобразным продолжением фильма «Газонокосильщик», вышедшего в 1992 году. Главные роли в этом фильме исполнили Патрик Бергин, Мэтт Фрюэр, Кевин Конуэй, Молли Шеннон, Эли Пугет, Остин О'Брайен и Камилла Купер. Премьера фильма состоялась 12 января 1996 года в США.
Фильм был номинирован на фестивале «Фантаспорто» в категории Лучший фильм. В США фильм собрал 2 409 225 долларов.

## Сюжет
Косильщик лужаек Джоуб не погиб в пламени, а стал обитателем виртуальной реальности и приступил к работе над созданием новой компьютерной системы — глобальной сети, связывающей все компьютеры так, чтобы было невозможно из нее высвободиться. Безумный Джоуб пытается воссоздать открытие своего «создателя», ученого Бенджамина Трэйса — универсальный компьютерный чип.

## В ролях
- Патрик Бергин — доктор Бенджамин Трэйс
- Мэтт Фрюэр — Джоуб Смит
- Остин О'Брайен — Питер Пэркетт
- Эли Пугет — доктор Кори Платт
- Камилла Купер — Дженнифер
- Патрик ла Брек — Шэун
- Кристал Селест Грэнт — Джейд
- Шон Парм — Трэвис
- Мэтью Валенсиа — бездомный ребёнок
- Кевин Конуэй — Джонатан Уолкер
- Тревер О'Брайен — молодой Питер
- Молли Шеннон — бездомная женщина

## Съёмочная группа
- Режиссёр: Фархад Мэнн
- Авторы сценария: Фархад Мэнн и Майкл Минер
- Продюсеры: Кит Фокс и Эдвард Саймонс
- Оператор: Уорд Расселл
- Композитор: Роберт Фолк
- Художники: Хольгер Гросс и Эрнест Х. Рот
- Декорации: Александр Карл и Питер Кантер
- Монтаж: Джоэль Гудман, Джеймс Митчелл и Питер Е. Бергер
- Костюмы: Дебора Эвертон и Питер Кантер
- Художественные руководители: Джон Майкл Келли и Винсент Рейнауд
- Кастинг: Гленн Даниэльс

## Другие названия
- Lawnmower Man 2: Jobe’s War (рус.  Газонокосильщик 2: Война Джоба).